# Takashi Usami
Takashi Usami (Nagaokakyō, Prefectura de Kyoto, Japó, 6 de maig de 1992) és un futbolista japonès. Va disputar 7 partits amb la selecció del Japó.

## Estadístiques
| Selecció del Japó | Selecció del Japó | Selecció del Japó |
| Anys              | Partits           | Gols              |
| ----------------- | ----------------- | ----------------- |
| 2015              | 7                 | 1                 |
| Total             | 7                 | 1                 |